# Renate Brümmer
Pour les articles homonymes, voir Brummer.
Renate Brümmer (née le 4 mai 1955) est une météorologue allemande d'origine suisse et une ancienne astronaute. Spécialisée en satellite météorologique, elle est sélectionnée comme astronaute, en 1987, et prend sa retraite en 1993, n'étant jamais allée dans l'espace.

## Jeunesse
Renate Brümmer obtient l'équivalent d'une maîtrise en mathématiques et en physique, de l'université de Munich, en 1981, et un doctorat de l'université de Miami, en météorologie et en océanographie physique, en 1986,.
Elle a auparavant obtenu un diplôme d'institutrice et enseigné les mathématiques et la physique dans un lycée. Elle est également titulaire d'une licence de pilote privé.

## Carrière spatiale

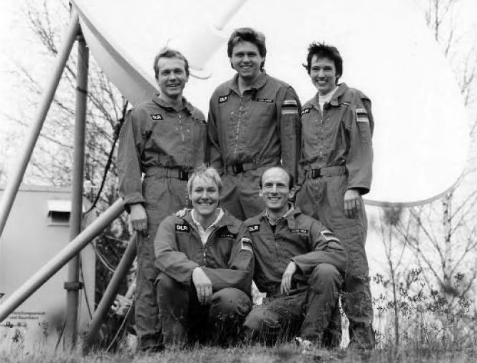
L'équipe d'astronautes allemands, en 1987 : Brümmer est en haut à droite.

Le Centre allemand pour l'aéronautique et l'astronautique devait sélectionner un groupe de scientifiques allemands, pour devenir astronautes, pour les missions Spacelab D2, en 1986, après les vols réussis d'Ulf Merbold, en 1983 et 1985. Cette sélection est reportée à 1987, après l'accident de la navette spatiale Challenger.
En 1986, un concours est ouvert, pour sélectionner les astronautes et 1 400 personnes postulent ; 20% sont des femmes. Renate Brümmer est l'une des cinq personnes de la première sélection de l'équipe d'astronautes allemands (en), le 3 août 1987, en tant que spécialiste de charge utile. Deux des membres de l'équipe sont des femmes, Brümmer et Heike Walpot, les premières femmes astronautes allemandes, : aucune des deux femmes n'est jamais allée dans l'espace.
Renate Brümmer termine sa formation de base, en 1990, avec le reste de l'équipe allemande, puis entreprend une formation complémentaire, spécifique à la mission, en Europe et aux États-Unis. L'équipage de la mission STS-55, de la NASA est sélectionnée au début de 1992. Brümmer et Gerhard Thiele sont mis en réserve et formés à la fois pour le vol et le contrôle de mission. Heike Walpot est nommée coordinatrice de l'interface avec l'équipage et n'est formée que pour le contrôle de la mission.
Dans le cadre de l'entraînement du groupe Spacelab D2, à Cologne, et en prévision de l'utilisation de la navette spatiale américaine, en 1992, Brümmer est d'abord envisagée pour la mission soviétique, dans la station spatiale Mir, prévue à la même époque, qui s'est déroulée sous le nom de Soyouz TM-14, avec des astronautes russes pour la plupart et des allemands sélectionnés parmi ceux venant après les cinq premiers sélectionnés.
Pour la mission STS-55, en 1993, elle est astronaute de réserve et soutient les astronautes en vol depuis le centre de contrôle d'Oberpfaffenhofen, pendant la mission ; si elle avait volé, elle aurait été la première institutrice, en orbite autour de la Terre. L'équipe d'astronautes allemands est dissoute plus tard en 1993.

## Fin de carrière
Renate Brümmer est une météorologiste professionnelle ; au moment de sa sélection comme astronaute, elle est associée de recherche à l'université du Colorado à Boulder. Après avoir pris sa retraite, comme astronaute, elle retourne à Boulder dans le Colorado, pour devenir chercheuse à l’Agence américaine d'observation océanique et atmosphérique.
Elle rejoint l'University Corporation for Atmospheric Research, en 1995, à Boulder. Elle travaille d'abord dans le cadre du programme GLOBE (en) et dans la gestion du projet FX-Net visant à fournir des interfaces de prévision sur Internet. Dans les années 2010, elle commence à travailler comme coordinatrice pour la direction de la météorologie régionale et mésoéchelle, en faisant des recherches sur les applications satellitaires.